# Rudolf Geiger
Rudolf Oskar Robert Williams Geiger ( 24 de agosto de 1894, Erlangen, Alemania – 22 de enero de 1981, Múnich, Alemania) fue un meteorólogo y climatólogo alemán.
Fue coautor en 1936 de la clasificación climática de Köppen, actualmente en vigencia. Realizó una actualización importante del World Map of the Köppen-Geiger climate classification updated, en 1961. Es ampliamente citado en las actualizaciones de 2006 y la de 2018:

## Algunas obras
- Das Klima der bodennahen Luftschicht. Verlag F. Vieweg & Sohn Braunschweig 1927 = Die Wissenschaft vol. 78; 2. Aufl. ebd. 1942; ab 3. Aufl. Titel mit dem Zusatz Handbuch der Mikroklimatologie ebd. 1950; 4. Aufl. ebd. 1961. – Weitere Ausgaben in englischer, spanischer und russischer Sprache. 5. Aufl. unter dem Titel The Climate near the Ground herausgegeben von Robert H. Aron und Paul Todhunter. Verlag F. Vieweg & Sohn Braunschweig 1995.
- Handbuch der Klimatologie in fünf Bänden. Herausgegeben von W. Koeppen und R. Geiger (5 volúmenes, 19 partes). Verlag Gebrüder Borntraeger Berlin 1930-1943

## Honores y premios
- 1937 Secretario de la Comisión de Agrometeorología de la Organización Meteorológica Internacional.
- 1952 Miembro de pleno derecho de la Academia de Ciencias de Baviera (Vicepresidente en 1958-1959)
- 1955 Miembro de la Academia Alemana de Ciencias Leopoldina
- Orden del mérito bávaro de 1959
- 1964 Miembro honorario de la Sociedad Meteorológica Japonesa.
- 1964 Miembro honorario de la Sociedad Meteorológica de Munich
- 1964 Conmemorativo de sus alumnos con motivo de su 70 cumpleaños
- 1966 Miembro honorario de la Asociación de Sociedades Meteorológicas Alemanas.
- 1968 Doctorado honorario de la Facultad de Ciencias Naturales de la Universidad de Hohenheim
- 1977 Medalla de oro Peter Lenné de la Fundación Johann Wolfgang von Goethe en Basilea